# Empty Space
Albums de Buckethead
It's Alive
(2011) Underground Chamber
(2011)
Empty Space est le 32e album studio de Buckethead. Il est aussi le 2e album faisant partie de la série « Buckethead Pikes ».

## Liste des titres
| 1.    | Comb and Wattles    | 3:19 |
| 2.    | Wormers             | 3:22 |
| 3.    | Empty Space         | 4:21 |
| 4.    | Dummy Egg           | 2:55 |
| 5.    | Pullets             | 4:41 |
| 6.    | Perched             | 3:19 |
| 7.    | Hatched             | 3:22 |
| 8.    | Portable Pen        | 2:22 |
| 9.    | Leghorn             | 3:02 |
| 10.   | Scrape the Dirt Off | 1:12 |
| 30:55 |                     |      |